# Kreativfabrik Wiesbaden

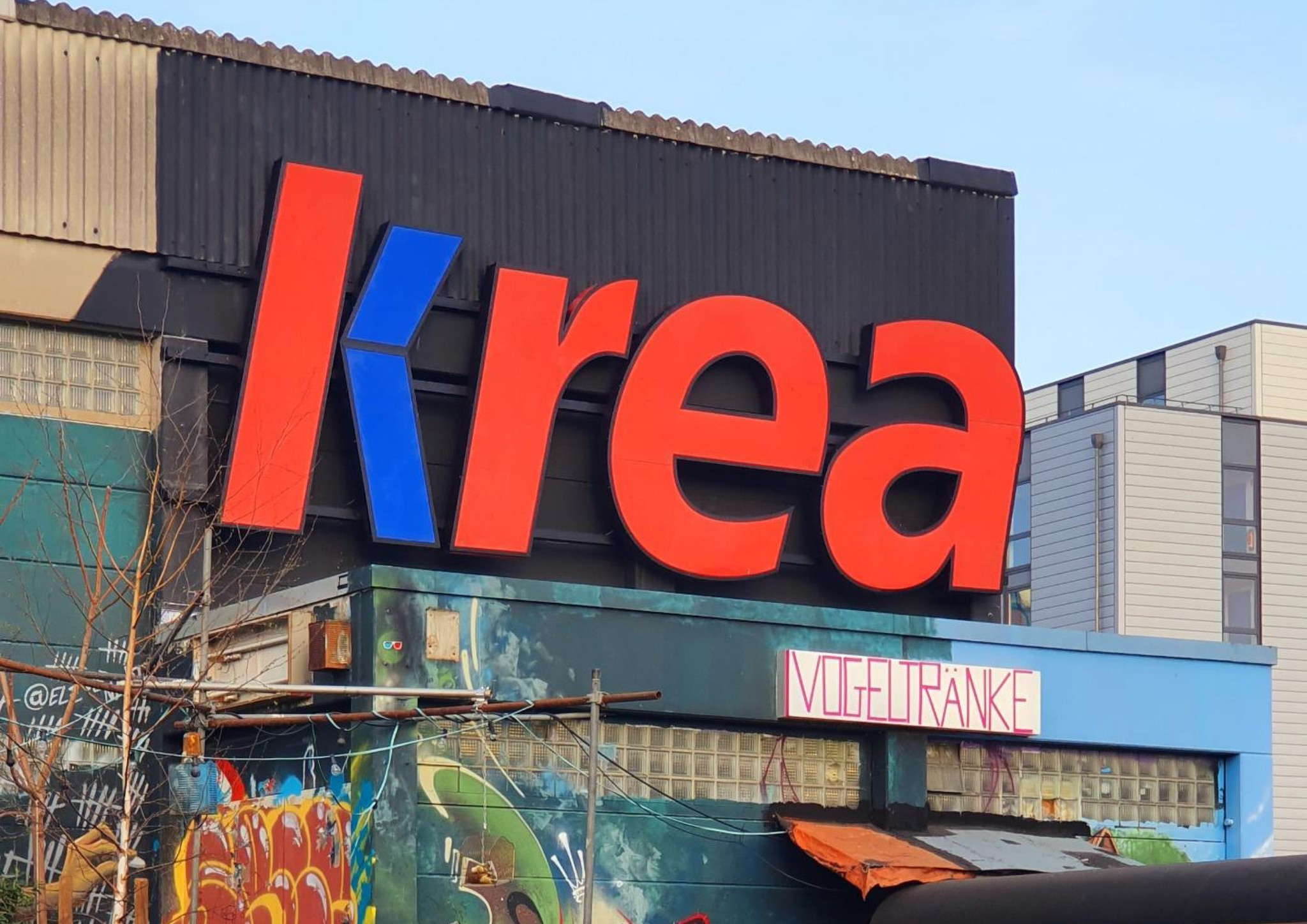
Die KREA mit dem Kiosk „Vogeltränke“

Die Kreativfabrik Wiesbaden (kurz KREA) ist ein soziokulturelles Zentrum auf dem Gelände des ehemaligen städtischen Vieh- und Schlachthofs, direkt gegenüber der großen Halle des Kulturzentrums Schlachthof. Es wird vom Verein Kreativfabrik Wiesbaden e. V. betrieben. Das Programm beinhaltet vor allem Konzerte, Partys, Theateraufführungen, Vorträge und Lesungen. Außerdem werden Proberäume an lokale Bands vermietet. Die KREA ist Mitglied im Landesverband soziokultureller Zentren in Hessen (LAKS e. V.).

## Geschichte
Im Jahr 2001 gründete sich die Kulturparkinitiative „IG Schlachthof für die Jugend“ mit dem Ziel, einen „Kulturpark“ mit unterschiedlichen Freizeitmöglichkeiten und Freiräumen für Jung und Alt auf dem ehemaligen Schlachthofgelände zu errichten. Bereits seit den 1990er Jahren wurde ein Teil des Geländes durch Akteure rund um das heutige Kulturzentrum Schlachthof Wiesbaden e. V. bespielt. Die Idee des „Kulturparks“ sollte das bestehende Angebot erweitern und, neben der Forderung, dem Schlachthof dauerhaft eine Bestandsgarantie zuzusichern, in einem weiteren Gebäude ein „Haus der Begegnung“ ermöglichen. Hier sollten weitere Proberäume, Veranstaltungsflächen und Raum für Jugendinitiativen entstehen.
Aus dieser Kulturparkinitiative heraus gründete sich im Jahr 2002 der Verein Kreativfabrik Wiesbaden, der in seiner Struktur das breite Bündnis der IG Schlachthof für die Jugend widerspiegelte: Die Mitglieder stammten aus den verschiedenen Jugendorganisationen der politischen Parteien sowie aus anderen kulturellen und sozialen Vereinigungen. In den Anfangstagen erarbeitete sich die KREA einen Teil der Finanzierung mit der Party „Boogie Night“, die vom Kulturverein Ambitio im Schlachthof veranstaltet wurde. In der Folge wurde die KREA mitveranstaltende Kooperationspartnerin und die monatliche sogenannte „Boogie“ ein identitätsstiftender Faktor im Verein, während noch keine eigene offizielle Veranstaltungsfläche nutzbar war.
2003 folgte die Anmietung des ehemaligen Fleischereinkaufs direkt gegenüber dem Kulturzentrum Schlachthof. Das Obergeschoss wurde zum „Netzwerkknoten“ verschiedenster Akteure rund um Kultur, Jugend, Politik und Musik. Hier entstanden Büro- und Seminarräume. 2009 nahm der eigentliche Veranstaltungskeller seinen Betrieb auf; es wurden in diesem Jahr über 70 Veranstaltungen mit rund 5000 Gästen umgesetzt.

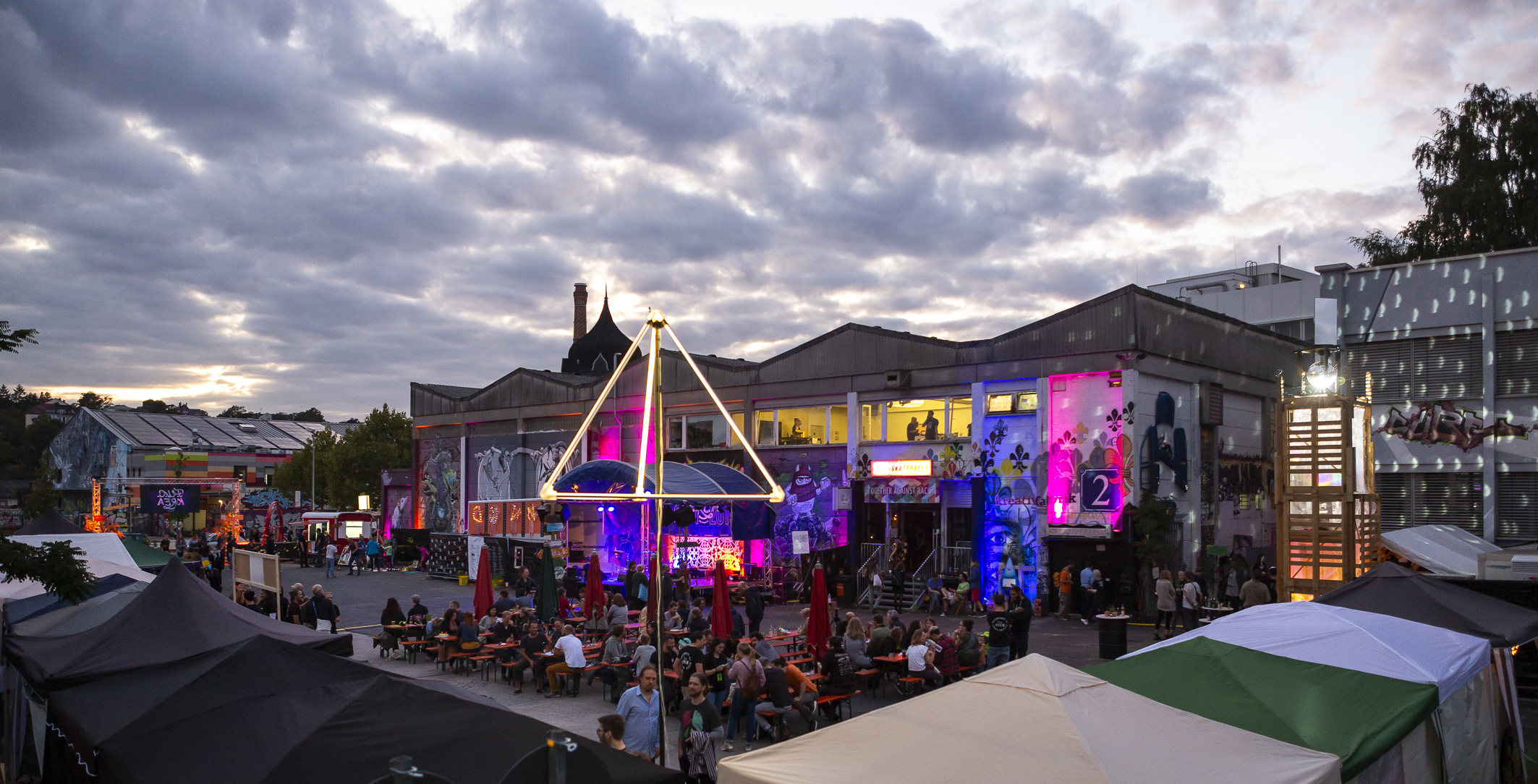
Das F.U.C.-KREA-Festival

Ein Teil der Räumlichkeiten wurde immer wieder auch anderen Vereinen und Initiativen zur Verfügung gestellt. Seit der Auflösung des vorherigen Betreibers Skate-Kolosseum e. V. im Jahr 2014 ist die sich im selben Gebäude befindliche Skatehalle ebenfalls an die KREA angeschlossen. Hier finden regelmäßig Skate-Contests, Workshops, Yoga, Kampfkunst-Kurse oder Wheelchair-Skating in Kooperation mit den Rhine River Rhinos statt.
2017 organisierte die Kreativfabrik Wiesbaden zum 15-jährigen Vereinsjubiläum das mehrtägige Musik- und Kulturfestival „F.U.C. – Fragments of Urban Culture“, das im und um das Gebäude herum als Open-Air stattfand. 2019, 2022 und 2024 wurde dieses Format erneut veranstaltet. Für September 2025 ist eine weitere Ausgabe in Planung.
Im April 2019 eröffnete der Verein Kreativfabrik Wiesbaden vor dem KREA-Gebäude einen Kiosk mit eigenem Musik- und Kulturprogramm, genannt „Vogeltränke“.

## Auszeichnungen
- 2019 wurde die KREA mit dem Bundesmusikpreis Applaus der Initiative Musik für ihr herausragendes Livemusikprogramm ausgezeichnet.[10]
- 2022 wurde die KREA mit dem Bundesmusikpreis Applaus der Initiative Musik in der Kategorie „Beste Livemusikspielstätten“ ausgezeichnet.[11]
- 2024 wurde die KREA mit dem Bundesmusikpreis Applaus der Initiative Musik in der Kategorie „Beste Livemusikspielstätten“ ausgezeichnet.[12]

## Proberäume
Im Untergeschoss des KREA-Gebäudes befinden sich neun Proberäume, die seit der Eröffnung des sogenannten Proberaumtrakts 2007 an ca. 18 Bands aus der Umgebung vermietet werden.

## Veranstaltungen
Neben Konzerten von lokalen Bands traten die internationalen Acts War on Women, Moscow Death Brigade, T. V. Smith, Mother’s Cake, 100blumen, Jaya the Cat, Mondo Generator und Muncie Girls in der Kreativfabrik auf. Außerdem werden Theateraufführungen, Lesungen, Vorträge und Partys veranstaltet sowie der jährliche „Schlechte Witze Wettbewerb“.

## Graffiti und Streetart
Das Schlachthof-Gelände ist international in der Graffiti-Szene bekannt, verlor aber den Großteil der ehemaligen Hall of Fame im Rahmen einer Sanierung. Auf der Fassade der KREA sind jedoch größere Teile erhalten geblieben, und es gibt auf direkt anliegenden Wänden legale Flächen für neue Graffiti-Kunst und Streetart.